# Bernabé Mingote Martín
Bernabé Mingote Martín (Embid de Ariza, c. 1845 - Salamanca, 15 de octubre de 1912) fue un compositor y maestro de capilla español.

## Vida
Bernabé Mingote Martín nació en Embid de Ariza, en la provincia de Zaragoza, en fecha desconocida, pero hacia 1845.
Las primeras noticias que se tienen de él son de las oposiciones al magisterio de la Catedral de Ávila, cuando tenía 43 años. En ese momento Mingote consta como «estudiante del seminario de Sigüenza», institución en la que debió formarse musicalmente. El 15 de marzo de 1888 tomó posesión del cargo de maestro de capilla y primer organista de Ávila, donde solo permaneció hasta 1890, ya que en septiembre abandonaba el beneficio y la ciudad.
En 1890 Mingote pasó a la Catedral de Tarazona, donde obtuvo el beneficio de organista. En febrero de 1893 Mingote aprobó por unanimidad la organistía de la Catedral de Zaragoza, pero las fuentes no indican si tomó posesión del cargo. En enero de 1899 se presentó a las oposiciones al magisterio de la Catedral de Toledo, donde quedó tercero.
El 9 de junio de ese mismo año tomaba posesión del magisterio de la Catedral de Palencia, tras ganar la oposición, en sucesión de Gregorio Fidel Serrano. Se le concedió un salario de 250 pesetas anuales. En 1905 se presentó a las oposiciones a la organistía de la Catedral de Málaga, ya que el organista, Rafael Salguero Rodríguez, había pasado a ocupar el magisterio en 1904. Superó los exámenes con éxito, pero permaneció en Palencia.
En 1907 se presentó a las oposiciones al magisterio de la Catedral de Salamanca. Se presentaron tres candidatos: el mismo Mingote; Dámaso Ledesma, organista de la Catedral de Salamanca; y Rafael Lozano, organista segundo de la Catedral de Badajoz. Los exámenes se hicieron teniendo en cuenta las disposiciones del Motu proprio de Pío X y los resultados fueron enviados a diversos músicos para ser evaluados. Los jueces de los ejercicios fueron Luis Derch, maestro de capilla de la Catedral de Lérida; Francisco Gelambi, maestro director de la capilla de la Academia Mariana; y Francisco Simón y Ponts, socio de la Real Academia de Bellas Artes de San Fernando. Mingote quedó primero, Ledesma segundo y Lozano tercero.
En julio de 1907 había tomado posesión del magisterio de Salamanca:

Se le contestará felicitándole por su nuevo cargo y al mismo tiempo darle gracias por el celo con que había desempeñado su magisterio durante su estancia en elsta iglesia, así como el acierto en el arreglo del archivo de música.
Actas capitulares de la Catedral de Palencia, julio de 1907

No debía estar satisfecho con el cargo en Salamanca, ya que en septiembre de 1912 se presentaba a la organistía de la Catedral de Palencia, que había quedado vacante tras la partida de Juan B. Elustiza. No tuvo éxito y el cargo fue para Gonzalo Castrillo, maestro de capilla de la Colegiata de San Isidoro de León.
Mingote realizó estas oposiciones un mes escaso antes de su fallecimiento en Salamanca el 15 de octubre de 1912. En su necrológica, el periódico El Salmantino lo alababa «como la silueta más ingente entre todos los compositores del divino arte religioso».

## Obra
La mayoría de su obra se encuentra en los archivos de la Catedral de Palencia, donde se conservan nueve composiciones en latín y siete en español. En Ávila hay tres obras en latín y en Salamanca otras tres. Entre ellas se cuentan un magníficat, dos responsorios, cinco salmos, dos secuencias y varios villancicos.